# HD144661
HD144661 — хімічно пекулярна зоря спектрального класу B7, що має видиму зоряну величину в смузі V приблизно  6,3.
Вона  розташована на відстані близько 383,7 світлових років від Сонця.

## Пекулярний хімічний склад
HD144661 належить до ртутно-манганових зір й її зоряна атмосфера має підвищений вміст Hg та Mn.

## Магнітне поле
Спектр даної зорі вказує на наявність магнітного поля у її зоряній атмосфері.
Напруженість повздовжної компоненти поля оціненої з аналізу
крил ліній Бальмера
становить  542,0± 318,5 Гаус.